# Джино, Франческа
Франческа Джино (англ. Francesca Gino) — итало-американская исследовательница психологии поведения. Была профессором Гарвардского университета и руководила отделом переговоров, организаций и рынков (NOM) Гарвардской школы бизнеса, но после скандала с сфабрикованными данными исследований была уволена из Гарварда за научную недобросовестность. Участник программы Гарвардской школы права по переговорам и участник инициативы Гарвардского университета «Разум, мозг, поведение». С декабря 2016 по 2019 год занимала должность главного редактора журнала «Организационное поведение и процессы принятия решений людьми» (англ. Organizational Behavior and Human Decision Processes). До прихода в Гарвард в 2010 году она преподавала в Университете Северной Каролины в Чапел-Хилл и Университете Карнеги-Меллона.
В июне 2023 года Data Colada — коллектив троих учёных, специализирующийся на выявлении проблем в научных публикациях в области психологии поведения, — опубликовали четыре статьи с подробным описанием предполагаемого мошенничества в четырёх научных статьях за более чем десять лет, соавтором которых была Франческа Джино. Ранее они же обнаружили проблемы в работах Дэна Ариели, соавтора Джино по статье о нечестности. Ряд соавторов Франчески Джино поспешили заявить, что отзывают свои подписи с данных работ. Коллеги Франчески Джино, решившие проверить результаты, в итоге получили отличные от изначальных результаты. После уличения в фальсификации Гарвард отправил Джино в «административный отпуск» без указания причин. Она является соавтором статьи 2012 года, которая была отозвана как основанная на фальсифицированных данных; в ответ ученый сообщила, что данные собирал сотрудник лаборатории. Со времени публикации в 2012 году её выводы процитировали сотни других учёных. Как минимум ещё три исследования, связанные с Джино, якобы содержат фальсифицированные данные. Обвинения вызвали огромный резонанс в учёном сообществе по причине того, что учёная — ведущий специалист в области психологии поведения.
Коллектив Data Colada направил свои выводы по работам Джино в Гарвардскую школу бизнеса (HBS) ещё в 2021 году. В 2023 году Гарвард завершил расследование, которое подтвердило правоту Data Colada и привело к началу процесса отзыва постоянной позиции Джино в HBS. Джино подала в суд на HBS и Data Colada, обвинив их в клевете. В ходе судебного процесса гарвардский отчёт был опубликован. В 2024 году суд отклонил её претензии к Data Colada.

## Публикации

### Книги
- Sidetracked: Why our decisions get derailed, and how we can stick to the plan. — Boston : Harvard Business Review Press, 2013. — P. 260pp. — ISBN 9781422142691.
- Rebel talent : Why it pays to break the rules at work and in life. — New York, NY : Del Rey Street Books, 2018. — P. 283pp. — ISBN 9780062694638.

### Статьи
- Stein, D. H., Schroeder, J., Hobson, N. M., Gino, F., & Norton, M. I. (2022). When alterations are violations: Moral outrage and punishment in response to (even minor) alterations to rituals. Journal of Personality and Social Psychology. In press.
- Markowitz, D. M., Kouchaki, M., Hancock, J. T., & Gino, F. (2021). The deception spiral: Corporate obfuscation leads to perceptions of immorality and cheating behavior. Journal of Language and Social Psychology, 40(2), 277—296.
- Kim, T., Sezer, O., Schroeder, J., Risen, J., Gino, F., & Norton, M. (2021). Work group rituals enhance the meaning of work. Organizational Behavior and Human Decision Processes, 165, 197—212.
- Posten, A. C., & Gino, F. (2021). How trust and distrust shape perception and memory. Journal of Personality and Social Psychology. 121(1), 43-58.
- Lee Cunningham, J., Gino, F., Cable, D., & Staats, B. (2021). Seeing oneself as a valued contributor: Social worth affirmation improves team information sharing. Academy of Management Journal, 64(6), 1816—1841.
- Chui, C., Kouchaki, M., & Gino, F. (2021). "Many others are doing it, so why shouldn’t I?": How being in larger competitions leads to more cheating. Organizational Behavior and Human Decision Processes. 164, 102—115.
- Jami, A., Kouchaki, M., & Gino, F. (2021). I own, so I help out: How psychological ownership increases prosocial behavior. Journal of Consumer Research, 47(5), 698—715.
- Jachimowicz, J. M., Lee Cunningham, J., Staats, B. R., Gino, F., & Menges, J. I. (2021). Between home and work: Commuting as an opportunity for role transitions. Organization Science, 32(1), 64-85.
- Lu, J., Lee, J., Gino, F., & Galinsky, A. (2020). Air pollution, state anxiety, and unethical behavior: A meta-analytic review. Psychological Science, 31(6), 748—755.
- Jeong, M., Minson, J., & Gino, F. (2020). In generous offers I trust: The effect of first-offer value on economically vulnerable behaviors. Psychological Science, 31(6), 644—653.
- Gino, F., Kouchaki, M., & Casciaro, T. (2020). Why connect? Moral consequences of networking with a promotion or prevention focus. Journal of Personality and Social Psychology, 119(6), 1221—1238. — отозвана
- Gino, F., Sezer, O., & Huang, L. (2020). To be or not to be your authentic self? Catering to others’ expectations and interests hinders performance. Organizational Behavior and Human Decision Processes, 158, 83-100.
- Minson, J., Yeomans, M., Collins, H., Chen, F., & Gino, F. (2020). Conversational receptiveness: Improving engagement with opposing views. Organizational Behavior and Human Decision Processes, 160, 131—148.
- Gino, F., & Kouchaki, M. (2020). Feeling authentic serves as a buffer against rejections. Organizational Behavior and Human Decision Processes, 160, 36-50.
- Kristal, A., Whillans, A., Bazerman, M., Gino, F., Shu, L., Mazar, N., Ariely, D. (2020). Signing at the beginning vs. at the end does not decrease dishonesty. Proceedings of the National Academy of Sciences, 117(13), 7103-7107.
- KC, D., Staats, B. Kouchaki, M., & Gino, F. (2020). Task selection and workload: A focus on completing easy tasks hurts performance. Management Science, 66(10), 4397-4416.
- Schroeder, J., Rosenblum, M. & Gino, F. (2020). Tell it like it is: When politically incorrect language promotes authenticity. Journal of Personality and Social Psychology, 119(1), 75-103.
- Amato, C., Gino, F., Montinari, N., & Sacco, P. L. (2020). Cheating, inequality aversion and appealing to social norms. Journal of Economic Behavior & Organization, 179, 767—776.
- John, L., Jeong, M., Gino, F., & Huang, L. (2019). The self-presentational consequences of upholding one’s stance in spite of the evidence. Organizational Behavior and Human Decision Processes. 154: 1-14.
- Jeong, M., Minson, J., Yeomans, M., & Gino, F. (2019). Communicating warmth in distributive negotiations is surprisingly counter-productive. Management Science, 65(12), 5813-5837. In press.
- Yeomans, M., Brooks, A.W., Huang, K., Minson, J., & Gino, F. (2019). It helps to ask: The cumulative benefits of asking follow-up questions. Journal of Personality and Social Psychology, 117(6), 1139—1144.